# مقاطعة بوتنام (جورجيا)
مقاطعة بوتنام (بالإنجليزية: Putnam County)‏ هي إحدى المقاطعات في ولاية جورجيا في الولايات المتحدة الأمريكية.